# Francolim-escamoso
O francolim-escamoso (Pternistis squamatus) é uma espécie de ave da família Phasianidae.
Pode ser encontrada nos seguintes países: Angola, Burundi, Camarões, Guiné Equatorial, Etiópia, Gabão, Quénia, Malawi, Nigéria, República Centro-Africana, República do Congo, República Democrática do Congo, Ruanda, São Tomé e Príncipe, Sudão, Tanzânia e Uganda.